# Isla Graham Bell
La isla de Graham Bell (en ruso: Остров Греэм-Белл; Ostrov Greem-Bell) es una gran isla rusa en aguas del océano Ártico, la más oríental de las islas del archipiélago de la Tierra de Francisco José. 
Administrativamente, pertenece al óblast de Arjánguelsk de la Federación de Rusia.

## Geografía
La isla de Graham Bell es una de las islas más grandes del grupo y la más oriental y está en gran parte cubierta por glaciares. Su punto más alto es 509 m. La isla se encuentra al este de la Tierra de Wilczek, separado de ella por el estrecho de Morgan (Пролив Моргана; Proliv Morgana), muy poco profundo y con tan solo 5,7 km de anchura en su parte más estrecha. 
El cabo Kohlsaat es el punto más oriental de la isla y de todo el archipiélago y también señala la esquina más noroccidental del mar de Kara, siendo por ello un importante hito geográfico (81°00′45″N 65°24′20″E / 81.01250, 65.40556). 
Esta isla fue nombrada en honor al inventor Alexander Graham Bell. La isla de Graham Bell no debe confundirse con otra isla más pequeña, isla Bell, que también forma parte del archipiélago y que también fue nombrada en honor de la misma persona.

### Islas adyacentes
La costa de la isla Graham Bell está bordeada por grupos de muy pequeños islotes: 
- isla Pyerlamutrov (Ostrov Perlamutrovyy) frente a la costa sureste de la isla de Graham Bell.
- isla Trëkhluchevoy (Ostrov Trëkhluchevoy), de sólo 2 km de longitud, se encuentra en la costa occidental (80°56′40″N 63°06′20″E / 80.94444, 63.10556).
- isla Udachnyy (Ostrov Udachnyy), es parte de un grupo de islotes situados a lo largo de las costas NW (81°09′30″N 64°14′34″E / 81.15833, 64.24278).

## Historia
La isla de Graham Bell es el emplazamiento de un puesto de avanzada de la Guerra Fría, el aeródromo de Greem Bell, el mayor aeródromo en el archipiélago. Cuenta con una pista 2100 m de largo y los aviones de combate y de carga rusos han aterrizado en el regularmente desde la década de 1950. (81°09′N 64°17′E / 81.150, 64.283)